# Ochna angustata
Ochna angustata är en tvåhjärtbladig växtart som beskrevs av N. Robson. Ochna angustata ingår i släktet Ochna och familjen Ochnaceae. Inga underarter finns listade i Catalogue of Life.